# Бой у станции Доброполье (1920)
Бой у станции Доброполье — бой, который произошел 16 октября 1920 года возле станции Доброполье, между частью РПАУ во главе с Н. Махно и отрядом атамана Григоренко.

## История
В районе нынешнего города Доброполья в конце 1920 года действовал отряд атамана Григоренко, который не подержал подписания Старобельского соглашения между РПАУ и советским правительством. Атаман действовал самостоятельно, громил советские органы власти в районе, а Н. Махно он считал коммунистом большевиком и предателем повстанческого движения.
16 октября 1920 года атаман выслал разведку в северо-восточном направлении, разведка доложил, что в направлении ст. Доброполье движется отряд махновцев численностью 300 бойцов во главе с Н. Махно.
Григоренко устроил засаду для приближающихся махновцев, за железнодорожным насыпью установил несколько пулеметов. К востоку от насыпи, где терновник лисий, установил ещё несколько пулеметов. Отряд в 200 бойцов спрятался в балке (где ныне отвал породы шахты Добропольская), чтобы замкнуть кольцо. Главные силы Григоренко сконцентрировал в балке возле Эрастовского рудника.
Пройдя по мосту через речку Бык в районе села Анновка, в 11:00 отряд махновцев 250 сабель выехал на открытое поле и попал в засаду, устроенную Григоренко. Засада была устроена так удачно, что махновская разведка, высланная Нестором за час до этого, прошла до станции и дальше на село Доброполье, но никого не заметила. Бой произошел на территории, которая сейчас находится между Домом культуры шахты Добропольской, старой автостанцией и поселком Ждановским.
Пулеметный огонь сбил махновских всадников с лошадей. Они прижались к земли, и Григоренко показалось, что отряд почти полностью уничтожен. Несколько сотен всадников Григоренко вырвались с балки (где сегодня Парк отдыха и ставок) и, размахивая шашками, направились в сторону оставшихся махновцев.
Вот здесь и произошла первая неожиданность: махновцы вскочили на коней и пошли в контратаку, завязался бой, в таком положении Григоренко не мог применить пулеметы как решающее оружие. Через полчаса боя половина григоренковцев были прижаты к железной дороге и не могли вести пулеметный огонь по махновцам. А вот тачанки Махно встали в боевые позиции и вели огонь по противнику. Пока сотня махновцев сдерживала главные силы Григоренко возле железной дороги, махновцы добивали мелкие группы противника, и так по частям уничтожили отряд Григоренко, который насчитывал почти 1000 шашек и штыков.
К вечеру отряд атамана был полностью уничтожен.
Махновцы в этом бою потеряли половину своего отряда.

## Атаман Григоренко
Достоверно не известно, кем был атаман Григоренко. Есть предположение, что это Григорьев Петр Петрович — командир бригады Червонного казачества.